# George Mandler
George Mandler (geboren 11. Juni 1924 in Wien; gestorben 6. Mai 2016 in London) war ein US-amerikanischer Psychologe.

## Leben
George Mandler wuchs in Wien auf und wurde nach dem Anschluss Österreichs im Oktober 1938 in Großbritannien in Sicherheit gebracht, wo er die Schule in Bournemouth besuchte. Seinen Eltern und seiner Schwester gelang unter dem Druck der nationalsozialistischen Judenverfolgung die Flucht nach Italien und die Überfahrt mit der Conte di Savoia in die USA. Mandler widmete 1997 das Buch Human nature explored seinen Cousins, die Opfer des Holocaust wurden. Er kam während des Zweiten Weltkriegs 1940 in die USA und arbeitete dort als Hilfsarbeiter. Von 1943 bis 1946 war er Soldat der U.S. Army und wurde ab 1944 in Europa eingesetzt. Von 1946 bis 1949 studierte er Psychologie an der New York University und hatte 1947/48 einen Studienaufenthalt an der Universität Basel. Den Master machte er 1950 an der Yale University und wurde dort 1953 promoviert. 1952/53 arbeitete er an der von Clifford Beers gegründeten psychiatrischen Ambulanz in New Haven, Connecticut. 1953 bis 1960 war er Assistent an der Harvard University. 1957 heiratete er die Psychologin Jean Matter, sie publizierten auch gemeinsam, sie haben zwei Söhne. Von 1960 bis 1965 war er Professor an der Universität Toronto. 1965 wurde er Professor an der University of California, San Diego. Er war Gastprofessor in Oxford, Guggenheim Fellow, William James Fellow, gehörte den kanadischen und US-amerikanischen Psychologenverbänden an und war Vorstand in der Psychonomic Society. Nach der Emeritierung zog er nach London und arbeitete am University College London. Er veröffentlichte neun Bücher und 150 Artikel.
Mandler war ein führender Wissenschaftler der Kognitionspsychologie, die sich mit den Mechanismen des menschlichen Denkens auseinandersetzt. Er forschte zur Organisation des Gedächtnisses, zum Erinnern und Wiedererkennen und über die Integration von Verstand, Körper und Emotionen.
1991 wurde Mandler in die American Academy of Arts and Sciences gewählt. 2009 erhielt er das Ehrendoktorat der Universität Wien.

## Schriften (Auswahl)
- mit William Kessen: The Language of Psychology. New York:  John Wiley & Sons, 1959
- mit Jean M. Mandler: Thinking: From Association to Gestalt. New York: John Wiley & Sons, 1964
- Mind and emotion. New York: Wiley, 1975
  - Denken und Fühlen : zur Psychologie emotionaler und kognitiver Prozesse. Autorisierte Übersetzung Thea Brandt, Hans Riebensahm. Paderborn : Junfermann, 1979
- Mind and body: Psychology of emotion and stress. New York: Norton, 1984
- Cognitive psychology: An essay in cognitive science. Hillsdale : Lawrence Erlbaum Associates, 1985
- Human nature explored. New York: Oxford University Press, 1997
- Consciousness recovered: Psychological functions and origins of conscious thought. Philadelphia: John Benjamins, 2002
- A history of modern experimental psychology: From James and Wundt to cognitive science. Cambridge, MA: MIT Press, 2007

Autobiografie
- Interesting times: An encounter with the 20th century. Mahwah, NJ: Lawrence Erlbaum Associates, 2002